# Ermelo
Ermelo  è una municipalità dei Paesi Bassi di 26 261 abitanti situata nella provincia della Gheldria.

## Storia
Fu un campo di marcia in epoca imperiale romana durante le guerre marcomanniche.